# 至尊玉
至尊玉（？年2月5日—），本名李軍仁，2011年導演作品《尋找周星馳》從而加入到叫獸易小星的北京萬合天宜影視文化有限公司。2013年和叫獸易小星編劇了《萬萬沒想到》而走進觀眾視野。2015年執導《名偵探狄仁傑》、參演《大俠黃飛鴻》。2016年網劇《西涯俠》的導演兼主演。

## 編劇
- 2013年：萬萬沒想到第一季
- 2013年：報告老闆
- 2014年：萬萬沒想到第二季
- 2014年：萬萬沒想到之小兵過年
- 2015年：萬萬沒想到第三季

## 導演
- 2011年：尋找周星馳
- 2015年：名偵探狄仁傑
- 2016年：西涯俠

## 網路劇
- 2013年：《萬萬沒想到第一季》 飾 盲人選秀選手
- 2013年：《報告老闆》 飾 越南簽證官
- 2014年：《萬萬沒想到第二季》 飾 足球守門員
- 2015年：《大俠黃飛鴻》 飾 上官撕蔥
- 2015年：《名偵探狄仁傑》 飾 冷面
- 2016年：《西涯俠》 飾 李西涯

## 電影
- 2015年：《萬萬沒想到：西遊篇》 飾 李長淮

## 獲獎紀錄
2014年：劇有一套---三頭六臂獎